# Compsobata columbiana
Compsobata columbiana är en tvåvingeart som beskrevs av Merritt och Peterson 1976. Compsobata columbiana ingår i släktet Compsobata och familjen skridflugor. Inga underarter finns listade i Catalogue of Life.